# To Record Only Water for Ten Days
To Record Only Water for Ten Days is het derde soloalbum van Red Hot Chili Peppers-gitarist John Frusciante. Het is het eerste album sinds hij afgekickt is van een drugsverslaving waaraan hij bijna stierf in 1997. Hier experimenteert Frusciante met synthpop en new wave. Na revalidatie en zijn terugkeer bij de Peppers werd Frusciante spiritueler, wat op dit album goed te horen is.

## Tracks
1. "Going Inside"  – 3:36
2. "Someone's"  – 1:52
3. "The First Season"  – 4:13
4. "Wind Up Space"  – 1:59
5. "Away and Anywhere"  – 4:09
6. "Remain"  – 3:57
7. "Fallout"  – 2:10
8. "Ramparts"  – 1:11
9. "With No One"  – 3:32
10. "Murderers"  – 2:44
11. "Invisible Movement"  – 2:21
12. "Representing"  – 1:46
13. "In Rime"  – 2:13
14. "Saturation"  – 3:03
15. "Moments Have You"  – 3:30
16. "Resolution" (Japanese release only bonus track)

## Medewerkers
- Lawrence Azerrad – design, art assistant
- Jimmy Boyle – mixing
- Vladimir Meller – mastering

## Trivia
- Het lied "Remain" werd gebruikt in een aflevering van het eerste seizoen van 24.
- "Murderers" werd gebruikt in een skatevideo van "Yeah Right!"
- Er is een videoclip gemaakt van elke song door Vincent Gallo.